# OH 62
OH 62 es el nombre de catálogo, conocido comúnmente como Homínido Dik-dik, de los restos fósiles de un esqueleto parcial de Homo hábilis encontrados en la garganta de Olduvai (Tanzania) en 1986 por Tim White y datados en 1,8 millones de años. La publicación del hallazgo estuvo a cargo de D. Johanson et al. en 1987.

## Descripción
El esqueleto pertenece, probablemente, a una hembra habilis y se compone de más de trescientos fragmentos que permitirieron ver que la estructura de esta especie era más simiesca de lo que se había pensado hasta entonces. Ciertas estructuras óseas eran más cercanas a Homo mientras que otras se acercan a simios, incluso más que a australopecinos, si bien es un dato que requiere más estudio y acuerdo.
Los restos mayores son el maxilar y partes de los huesos largos, pero no es posible una reconstrucción de las longitudes reales de los mismos. Los dientes están, en parte, bastante desgastados, lo que catalogaría al fósil como de un adulto.
Toda la controversia de las proporciones óseas, especialmente la de las extremidades superiores ha llevado a distintos autores a catalogar el esqueleto en distintas especies y géneros: Australopithecus afarensis, Homo rudolfensis, otros Australopithecus, además de H. habilis.